# Jordanka Fandakova
Jordanka Assenova Fandakova (en bulgare : Йорданка Асенова Фандъкова ; SBOTCC : Yordanka Asenova Fandakova), née le 12 avril 1962 à Samokov, est une femme politique bulgare, membre du parti de centre droit GERB.
Elle est ministre de l'Éducation entre juillet et novembre 2009, étant ensuite maire de Sofia jusqu'en 2023. Elle redevient députée en 2024.

## Biographie

### Études supérieures et profession
Elle suit ses études secondaires à Sofia, puis entre à l'université Saint-Clément-d'Ohrid de Sofia, où elle passe avec succès un diplôme de philologie russe. En 1985, elle devient professeur dans un établissement scolaire de la ville, dont elle est nommée directrice en 1998.

### Adjointe au maire de Sofia
Après l'élection de Boïko Borissov à la mairie de Sofia, en 2005, elle est désignée adjointe au maire, chargée de l'Éducation et de la Jeunesse. Elle met alors en place un système d'inscription en école maternelle par Internet, qui se révèle être un fiasco puisque, à la suite de problèmes techniques, cinq mille enfants, sur un total de douze mille concernés, voient leur inscription annulée faute de place disponible. Elle démissionne le 11 février 2008, mais elle se voit maintenue à son poste par Borissov.

### Ministre de l'Éducation
Elle est élue députée à l'Assemblée nationale lors des élections législatives du 5 juillet 2009, sous les couleurs des GERB, qui remportent le scrutin avec 39,7 % des voix.
Trois jours plus tard, le futur Premier ministre Boïko Borissov, annonce qu'elle sera nommée ministre de l'Éducation, de la Jeunesse et de la Science dans son gouvernement. Elle entre officiellement en fonction le 27 juillet. Sa première mesure est de procéder à un audit de son département ministériel, dans le but affiché d'en réduire les dépenses de 5 %, sans porter atteinte aux dépenses fondamentales.

### Maire de Sofia
Le 15 septembre suivant, elle est investie candidate des GERB à la mairie de Sofia, dans le cadre d'une élection spéciale convoquée à la suite du départ de Borissov pour la direction du gouvernement, confirmant des rumeurs qui circulaient depuis quelques jours. Elle est élue deux mois plus tard, le 15 novembre, avec 66,2 % des voix, le scrutin connaissant un taux de participation très faible, de l'ordre de 23,1 % des inscrits. Elle est alors la première femme élue pour diriger la capitale bulgare.
Elle est remplacée deux jours plus tard par l'un de ses vice-ministres, Sergueï Ignatov, et prête serment le 22 novembre, devenant officiellement maire de Sofia. Elle est réélue pour un mandat complet de quatre ans dès le premier tour le 23 octobre 2011 avec plus de 52 % des suffrages exprimés. Elle remporte un troisième mandat le 25 octobre 2015, avec 60 % des voix au premier tour de scrutin. Elle est réélue pour un quatrième mandat le 3 novembre 2019 avec 49,98 % au second tour de scrutin, contre 45,13 % pour Maya Manolova, soutenue par le Parti socialiste bulgare.

### Retour à l'Assemblée nationale
Jordanka Fandakova est réélue députée à la suite des élections législatives de juin 2024 et d'octobre 2024.